# Большой Чёрный Ключ
Большой Чёрный Ключ — ручей в России, на острове Сахалин. Протекает по Охинскому району Сахалинской области. Длина ручья — 10 км. Площадь водосборного бассейна — 14 км².
Начинается в лесах. Течёт сначала на северо-запад, потом на запад мимо урочищ Трудное, Узкое и Широкое. Впадает в Большую справа в 46 км от её устья между урочищами Широкое и Глухая Терраса.

## Данные водного реестра
По данным государственного водного реестра России относится к Амурскому бассейновому округу, речной бассейн — бассейны рек острова Сахалин, водохозяйственный участок реки — водные объекты острова Сахалин без бассейна реки Сусуя.
Код объекта в государственном водном реестре — 20050000212218300010063.